# Новопавлівка (Баштанський район)
Новопа́влівка — село в Україні, у Баштанській міській громаді Баштанського району Миколаївської області. Населення становить 730 осіб.

## Історія
Відлік історії села Новопавлівка можна вважати на підставі згадки в картографічному документі, що зберігається в Миколаївському обласному державному архіві - «Планъ оброчным статьямъ Полтавскимъ 4 и 5»: «4 участок отведены на основаніи Высочайше утвержденнаго 10 іюля 1881 г. въ 12 летніи арендный срокъ безземелънымъ разнога званія людямъ съ правомъ обзательнаго поселенія» відповідного до якого на пустих землях недалеко від хутору Приют Полтавський, на південний-захід від нього, було зорганізовано поселення для безземельних селян .
Багато змін відбувалося в адміністративно-територіальному устрої країни. Село належало до Херсонської губернії, потім Одеської області, і , нарешті в 1937 році згідно Постанови ЦВК СРСР від 22 вересня 1937 року Баштанський район Одеської області було включено до складу Миколаївської області.
14 січня 1918 року у селі розпочалась перша більшовицька окупація.
В серпні 1941 року гітлерівці вдерлися на територію Баштанського району. В Новопавлівці, Зеленому Клину виникли підпільні групи, що розпочинають боротьбу з ворогом.
10 березня 1944 року радянські війська під командуванням генерала В. І. Чуйкова вступили в  Новопавлівку.
У селі — середня школа з великим спортивним залом, будинок культури, бібліотека. Є 4 магазини. Тільки за 1950—1970 роки в селі збудовано 216 добротних житлових будинків, дитячі ясла, три магазини, приміщення поштового відділення, контори колгоспу, зерносховища та багато виробничих приміщень колгоспу. Прокладено 10 км водопроводу. 

## Населення
Згідно з переписом УРСР 1989 року чисельність наявного населення села становила 694 особи, з яких 296 чоловіків та 398 жінок.
За переписом населення України 2001 року в селі мешкали 734 особи.

### Мова
Розподіл населення за рідною мовою за даними перепису 2001 року:
| Мова       | Відсоток |
| ---------- | -------- |
| українська | 96,44 %  |
| російська  | 3,29 %   |
| болгарська | 0,14 %   |
| гагаузька  | 0,14 %   |

## Відомі уродженці
- Гавриленко Тодор Матвійович (1899—1939) — український історик, етнограф. Учень Михайла Грушевського.